# Erasmo Ramírez
Erasmo José Ramírez Olivera (Rivas, 2 de mayo de 1990) es un beisbolista profesional nicaragüense que juega para los Minnesota Twins de las Grandes Ligas de Béisbol (MLB por sus siglas en inglés). También ha sido lanzador de los Nacionales de Washington, los Marineros de Seattle, Tigres de Detroit y los Mets de Nueva York.
Ramírez firmó con los Mariners en el año 2007 y debutó profesionalmente en 2008 con los Marineros de la Liga de Verano Venezolana. En 2009, con los Marineros de la Liga de Verano Venezolana, fue seleccionado como el mejor lanzador del año de las ligas menores. En 2010, Ramírez jugó con los Clinton LumberKings de la Clase A. Fue traspasado a los Rays de Tampa Bay en 2015, y traspasado de regreso a los Marineros de Seattle en 2017. Fue en diciembre de 2018, cuando firmó para los Medias Rojas de Boston, convirtiéndose en el nuevo pitcher de los vigentes campeones de las mayores.

## Vida personal
En la edad de 12, Ramírez dejó Nicaragua para cursar la primaria en San Salvador, El Salvador. La escuela a la cual atienda, Fundación Educando a un Salvadoreño, tenía la meta de ayudar a los atletas de béisbol y fútbol de tal manera que entrenaran en sus respectivos deportes y además ofreciéndoles soporte académico. Ramírez fue descubierto por Jorge Bahaia, quién lo presentó a los caza talentos de los Seattle Mariners Ubaldo Heredia y Bob Engle. Engle También firmó a José López, Ryan Rowland-Smith, y Carlos Triunfel.

## Carrera profesional

### Seattle Mariners
El 1 de septiembre del año 2007, Ramírez fue firmado oficialmente por los Seattle Mariners. Ramírez empezó su carrera de béisbol profesional en 2008 como rookie con los VSL Mariners de la Liga de Verano venezolana. Aquella temporada,  consiguió un registro de 4–1 con un 2.86 de Promedio de Carreras Limpias Permitidas (PCL),  un juego completo, y 46 ponches en 13 juegos, 11 juegos iniciados. En 2009, Ramírez continuó jugando con los VSL Mariners. Antes de la temporada, el director de las ligas menos de los Marineros de Seattle Pedro Grifol comparó a Ramírez con el pitcher Doug Fister de las Ligas Mayores de Béisbol. Aquella temporada, Ramírez completo un registro de 11–1 con un PCL de 0.51, y 80 ponches en 14 juegos, y 13 inicios. Terminó la liga con la mayor cantidad de victorias, el mayor PCL, la mayor cantidad de entradas lanzadas (88) y la mayor cantidad de ponches. Después de la temporada, los Marineros de Seattle nombraron a Ramírez como el lanzador del año en su organización de ligas menores. Participó en la liga de instrucción de los Marineros en Arizona después de la temporada 2009.

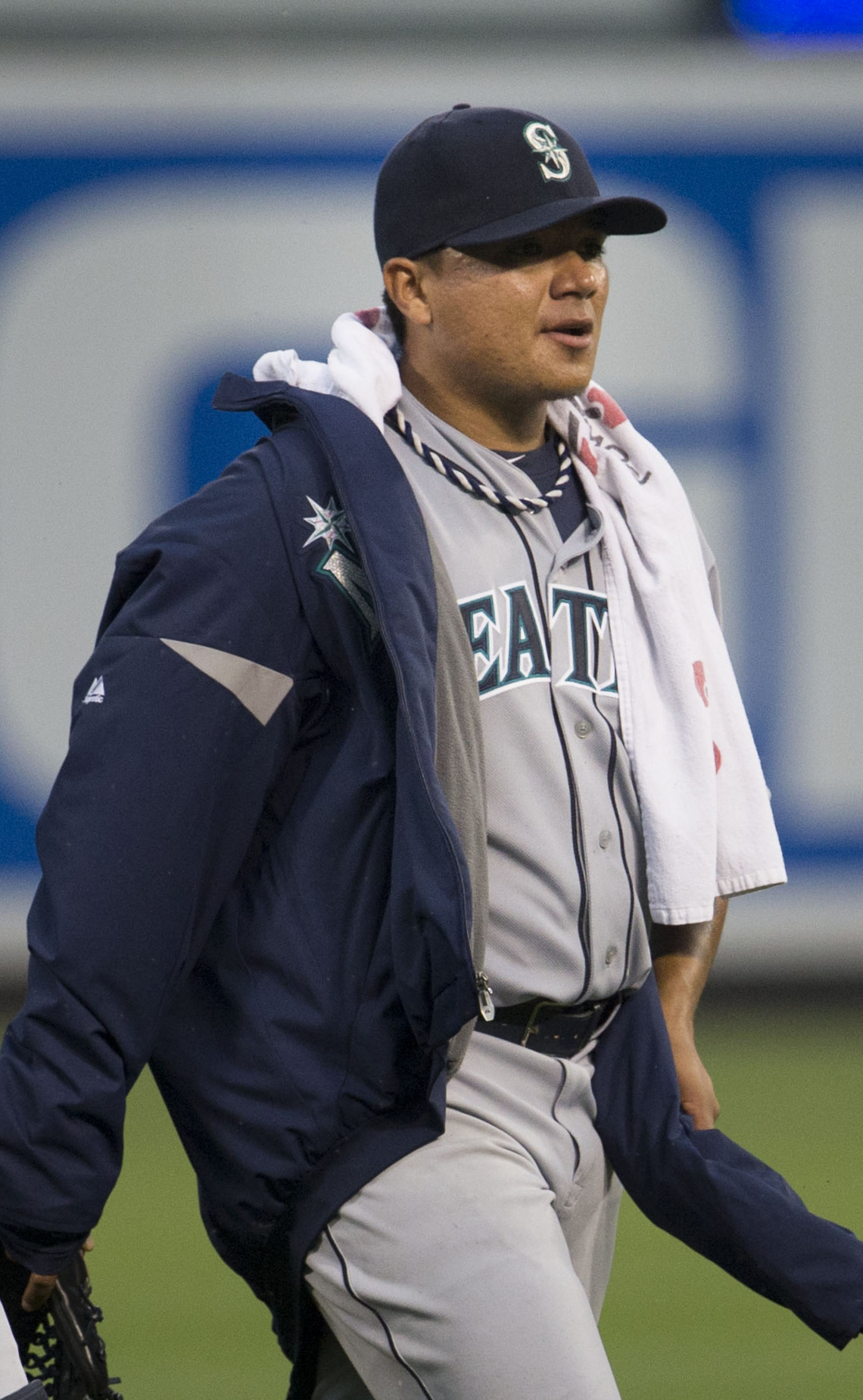
Ramírez con la Seattle Mariners en 2013

Ramírez pasó la primera parte de la temporada 2010 en entrenamiento de primavera con los Marineros de Seattle. Fue asignado a la Clase A de los Clinton LumberKings a inicios de abril. En dicha temporada, Ramírez consiguió ser un all star de la Midwest Liga durante la mitad de la temporada y durante la postemporada. Consiguió un 10–4 con un PCL de 2.97, un juego completo, uno salvado, y 117 ponches en 26 juegos y 23 inicios con los Clinton LumberKings. Después de la temporada, Ramírez fue nombrado el lanzador del año de los LumberKings. Después de la temporada 2012, Ramírez jugó para la selección de béisbol de Nicaragua en el torneo de calificación para el Clásico Mundial de Béisbol 2013
Hizo su debut con los Marineros de Seattle contra los Rangers de Texas el 9 de abril del 2012, lanzando 3 entradas, permitiendo 2 hits, 3 ponches, 1 base por bola y 1 carrera limpia.

### Tampa Bay Rays
El 31 de marzo de 2015, Ramírez fue intercambiado a los Rays de Tampa Bay por Mike Montgomery. Ramírez sufrió en su primer mes con los Rays, con un registro de 0-1 y una PCL de 12.71. Pero cuando regresó en mitades de mayo de los Durham Bulls, mejoró en la rotación, logrando buenos números por el resto de la temporada. El 14 de septiembre contra los New York Yankees logró 7 innings y 2/3 sin permitir imparables. Ramírez acabó la temporada 11-6 con un PCL de 3.75 en 163  entradas y 1⁄3.
En 2016, Ramírez desarrolló un papel diferente en el bullpen, específicamente en situaciones de alivio prolongado. Ramírez acabó la temporada haciendo aparición en 64 juegos, un balance de 7-11, logrando un PCL de 3.77 en 90 entradas y  2⁄3.
dEn 2017, Ramírez cumplió como un importante lanzador de relevo en el bullpen, sin embargo cuando el joven lanzador Blake Snell fue enviado a la filial Triple A, Ramírez consiguió su puesto en la rotación como abridor. El 28 de mayo, Ramírez fue forzado a entrar y salvar un juego en el decimoquinto inning contra los Mellizos de Minnesota. El 29 de mayo, Ramírez se convirtió en el primer lanzador nicaragüense desde Dennis Martínez -su ídolo de la niñez- de empezar un juego el día después recibiendo un salvar.

### Regreso a Seattle
El 28 de julio de 2017, los Rays fue transferido de vuelta a los Marineros de Seattle a cambio del lanzador Steve Cishek.